# Seznam senatorjev 27. parlamenta Kraljevine Italije
Seznam senatorjev 27. parlamenta Kraljevine Italije je urejen po letu imenovanja.

## 1924
- Giuseppe Albini
- Raffaele Angiulli
- Pietro Baccelli
- Giuseppe Bevione
- Luigi Bianchi
- Giberto Borromeo Arese
- Teresio Borsalino
- Luigi Callaini
- Vincenzo Camerini
- Antonio Cao Pinna
- Riccardo Cattaneo
- Giovanni Alfredo Cesareo
- Ettore Ciccotti
- Giuseppe Cirincione
- Gaspare Colosimo
- Carlo Cornaggia Medici Castiglioni
- Mariano D'Amelio
- Antonio De Tullio
- Roberto De Vito
- Luigi Facta
- Gaetano Falconi
- Bassano Gabba
- Antonio Garbasso
- Davide Giordano
- Giuseppe Lanza di Scalea
- Luigi Luiggi
- Girolamo Marcello
- Alberto Marghieri
- Pierino Negrotto Cambiaso
- Delfino Orsi
- Paolo Orsi
- Giovanni Pelli Fabbroni
- Carlo Raggio
- Giovanni Raineri
- Giovanni Rosadi
- Francesco Rota
- Ernesto Schiaparelli
- Salvatore Segrè Sartorio
- Giovanni Silvestri
- Luigi Simonetta
- Pietro Sitta
- Giovanni Treccani degli Alfieri
- Adolfo Venturi
- Adolfo Zerboglio

## 1925
- Cesare Maria De Vecchi di Val Cismon

## 1926
- Alberto Bonzani
- Ugo Cavallero
- Giuseppe Sirianni

## 1927
- Alfredo Acton

## 1928
- Pietro Alberici
- Giovanni Appiani
- Enrico Bazan
- Guido Biscaretti di Ruffia
- Luigi Bongiovanni
- Biagio Brugi
- Giulio Campili
- Michele Castelli Guaccero
- Giovanni Cattaneo
- Arturo Cittadini
- Concino Concini
- Francesco Crispo Moncada
- Giacomo De Martino
- Giuseppe De Michelis
- Massimo Di Donato
- Giuseppe Facchinetti Pulazzini
- Gaudenzio Fantoli
- Gustavo Fara
- Pietro Fedele
- Luigi Federzoni
- Giuseppe Francesco Ferrari
- Jacopo Gasparini
- Luigi Giampietro
- Francesco Grazioli
- Mario Lago
- Silvio Longhi
- Enrico Mazzoccolo
- Federico Millosevich
- Umberto Montanari
- Luca Montuori
- Primo Mori
- Raffaello Nasini
- Gustavo Nicastro
- Vincenzo Pericoli
- Francesco Puija
- Giuseppe Rota
- Emilio Sailer
- Antonio Salandra
- Giovanni Santoro
- Gaetano Scavonetti
- Giuseppe Vaccari
- Augusto Vanzo
- Bernardino Varisco

## 1929
- Angelo Abisso
- Alessandro Albicini
- Giberto Arrivabene Valenti Gonzaga
- Carlo Bonardi
- Francesco Boncompagni Ludovisi
- Eugenio Broccardi
- Gino Caccianiga
- Innocenzo Cappa
- Antonio Casertano
- Stefano Cavazzoni
- Giovanni Celesia di Vegliasco
- Vittorio Cian
- Giuseppe De Capitani d'Arzago
- Mattia Farina
- Salvatore Gatti
- Alessandro Guaccero
- Giorgio Guglielmi
- Francesco Joele
- Pietro Lanza di Scalea
- Ignazio Larussa
- Pietro Lissia
- Francesco Marani
- Eugenio Maury di Morancez
- Ettore Mazzucco
- Luigi Messedaglia
- Giacomo Miari de Cumani
- Giambattista Miliani
- Ferdinando Nunziante di San Ferdinando
- Aldo Oviglio
- Giulio Padulli
- Alfredo Petrillo
- Salvatore Renda
- Aldo Rossini
- Gioacchino Russo
- Amedeo Sandrini
- Gino Sarrocchi
- Antonio Scialoja
- Luigi Spezzotti
- Giacomo Suardo
- Giovanni Tofani
- Andrea Torre
- Fulco Tosti di Valminuta
- Pier Gaetano Venino
- Marco Arturo Vicini